# 池田基煕
池田 基煕（いけだ もとひろ、1971年〈昭和46年〉12月24日 - ）は、日本の実業家。バーチューアンドエクセレンスインベストメント株式会社代表取締役社長、岡山放送株式会社非常勤取締役、株式会社池田動物園非常勤取締役、学校法人三友学園理事長、一般財団法人池田隆政財団理事・オーナー。
旧名は野津 基弘（のづ もとひろ）。日本カバヤ・オハヨーホールディングス株式会社代表取締役CEO、カバヤ食品株式会社代表取締役社長、オハヨー乳業株式会社代表取締役社長、ライフデザイン・カバヤ株式会社代表取締役社長などを歴任した。

## 来歴
1971年、野津喬の長男として岡山市に生まれる。アメリカのザ・オックスフォード・アカデミーに留学し、帰国後は父親から事業を引き継ぎ様々な会社の経営に携わる。
2023年3月、旧岡山藩主池田家第16代当主池田隆政の妻で昭和天皇第四皇女・池田厚子と養子縁組を結んだ。
2024年11月、日本カバヤ・オハヨーホールディングス代表取締役CEOとグループ各社の代表取締役社長を退任し、今後は株主として関わっていくとした。

## 人物

### 人柄
取締役として池田動物園の経営に関わり、同園の運営を支え動物の愛護と保護に貢献してきた。

## 家族・親族
最後の琉球国王の尚泰の来孫にあたる（母・圭子が尚泰の玄孫）。尚家と野津家との縁は深く、野津喬の妻・圭子の妹の薫（尚裕四女）も、野津喬の弟・野津公に嫁いでいる。衆議院議員井上信治も親戚である。
野津家
- 祖父・克巳[9]（1917年 - 2002年、オハヨー乳業創業者） - 岡山県総社市真壁出身[10]。
- 父・喬[4]（1945年 - 2017年、日本カバヤ・オハヨーホールディングス会長）[11]
- 母・圭子[4]（尚家第22代当主で侯爵尚裕三女[8]、尚家第21代当主で侯爵尚昌の孫、尚家第20代当主で侯爵尚典の曽孫、尚家第19代当主で最後の琉球国王の尚泰の玄孫）

池田家
- 養母・厚子（昭和天皇第四皇女、旧岡山藩主池田家第16代当主池田隆政の妻）
- 妻・阿久利
- 子・なし[12]

## 著作
- 「リレー対談 琉球王朝の歴史伝統文化を軸としてある企業活動 : 自由と自立 愛情と覚悟の精神を貫いた祖父」『月刊公論』 55 (1), 6-15, 2022-01
- 「リレー対談 目標は鹿島から世界を目指す : アントラーズの使命は地域バリューを上げること」『月刊公論』 55 (2), 6-15, 2022-02